# Майсурадзе, Ираклий (футболист)
Ираклий Майсурадзе (груз. ირაკლი მაისურაძე; 22 августа 1988, Тбилиси, Грузинская ССР, СССР) — грузинский футболист, полузащитник греческого клуба «Астерас Влахиоти». Выступал за сборную Грузии.

## Биография

### Клубная карьера
Дебютировал на профессиональном уровне в 2009 году в составе белорусского клуба «Витебск», за который сыграл 8 матчей в чемпионате Белоруссии. Зимой 2011 года он вернулся в Грузии где подписал контракт с клубом «Металлург» (Рустави). Зимой 2013 года перешёл в другой грузинский клуб «Дила». По ходу сезона 2013/14 перешёл в мальтийскую «Валлетту», с которой выиграл чемпионат и Кубок Мальты. Спустя полгода Майсурадзе подписал контракт с кипрским клубом «Анортосис», где провёл два сезона. Сезоне 2016/17 отыграл в другом кипрском клубе «Эрмис». Летом 2017 года игрок подписал контракт с клубом греческой Суперлиги «Паниониос», однако уже через две недели покинул и команду и перешёл в венгерский «Балмазуйварош». В 2018 году вернулся на Кипр, где стал игроком клуба «Эносис».

### Карьера в сборной
За сборную Грузии провёл два матча. Дебютировал в составе национальной команды 11 ноября 2011 года в товарищеском матче со сборной Молдавии, в котором появился на поле в стартовом составе и был заменён на 53-й минуте. Второй матч за сборную сыграл 2 июня 2013 года против сборной Ирландии.

## Достижения
«Валлетта»
- Чемпион Мальты: 2013/14
- Обладатель Кубка Мальты: 2013/14